# カッツ・デリカテッセン
座標: 北緯40度43分20.38秒 西経73度59分14.72秒 / 北緯40.7223278度 西経73.9874222度

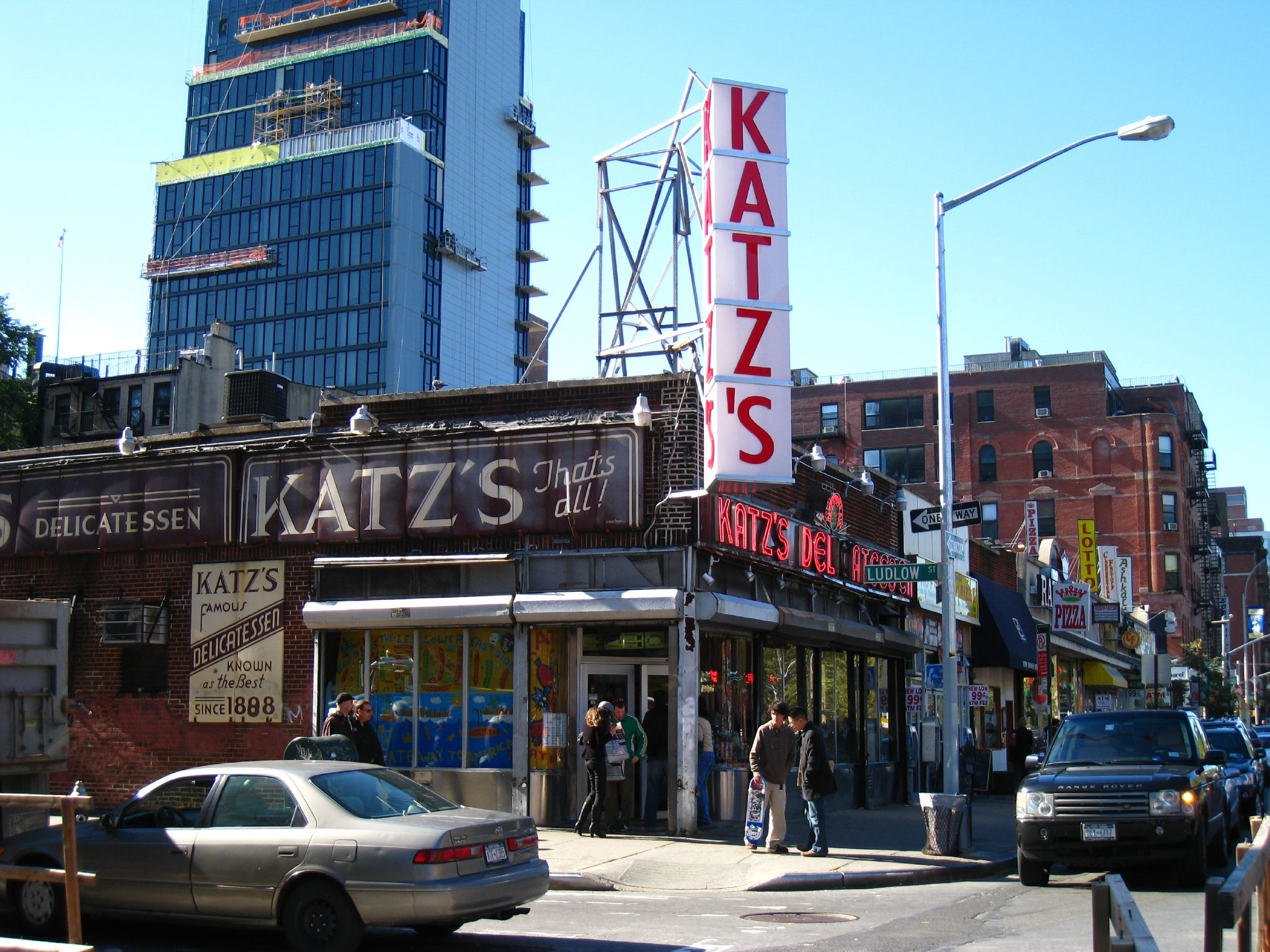
コーシャー式デリカテッセン「カッツ・デリカテッセン」

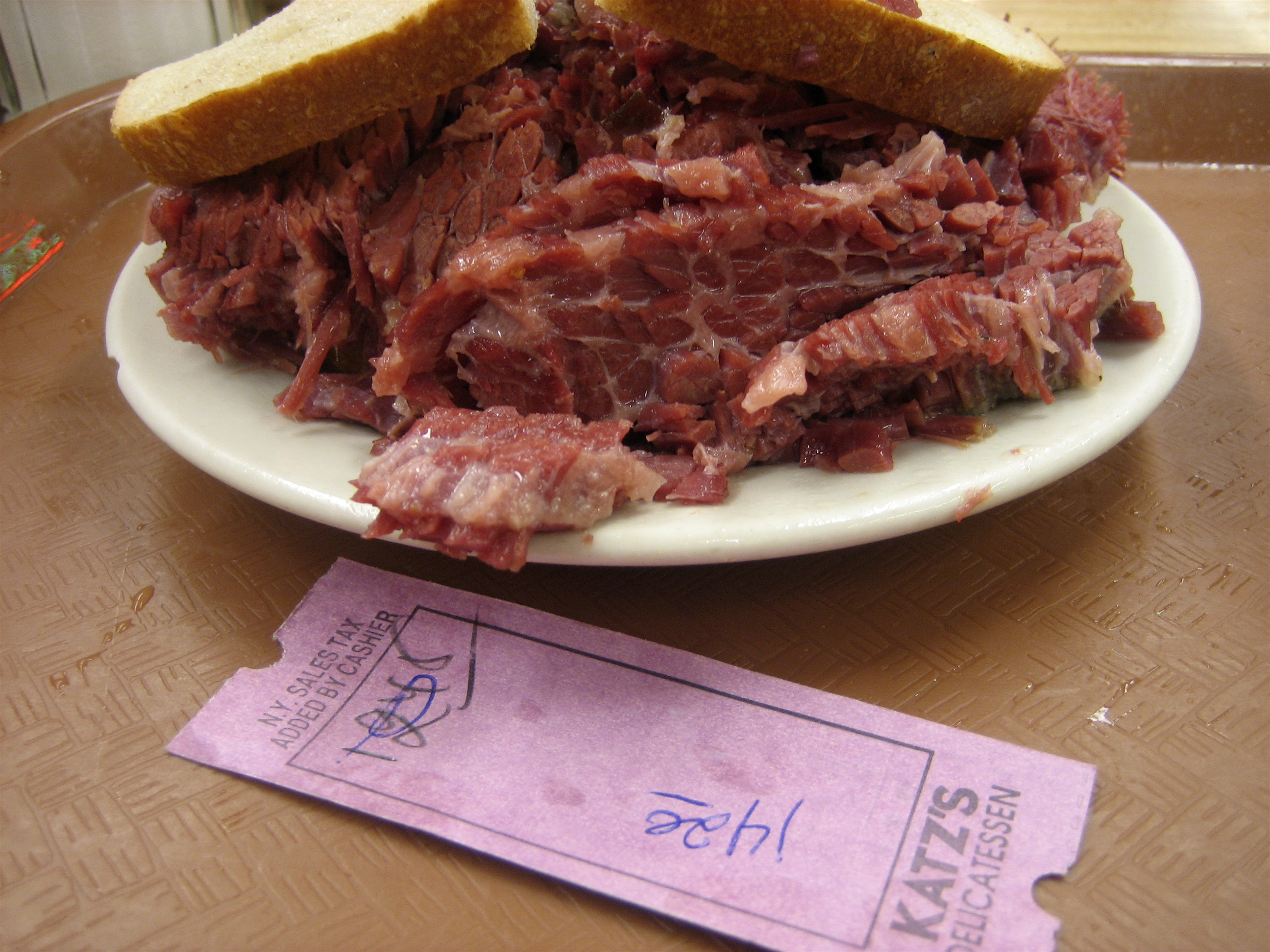
名物のパストラミ

カッツ・デリカテッセン（Katz's Delicatessen）とは、ニューヨーク市マンハッタン区ロウアー・イースト・サイドにあるコーシャー式デリカテッセン。
ハウストン・ストリートとラドロウ・ストリートの角に位置する。

## 概要
1888年創業の、ベッサラビアとルーマニアからの東欧ユダヤ系移民によって19世紀後半にアメリカ合衆国にもたらされたパストラミなどのコーシャーのユダヤ料理を売る、ニューヨークで最も古いデリカテッセン。
店内には著名人のサインが壁一面飾られていて、映画『恋人たちの予感』の舞台になったことでも知られる。
人気メニューの「パストラミ・オン・ライ」サンドイッチはニューヨークを代表する名物料理。

## ギャラリー

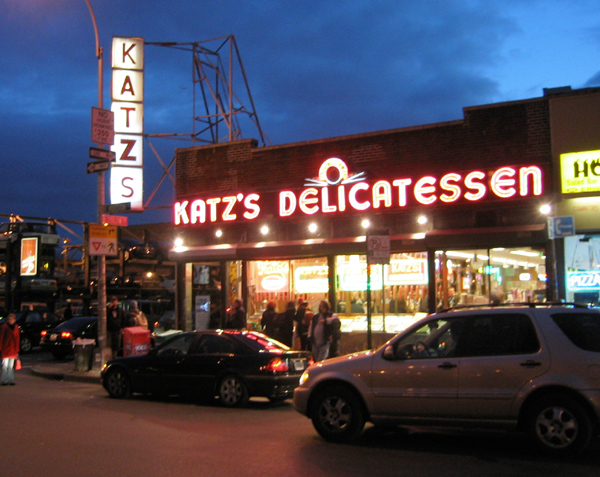
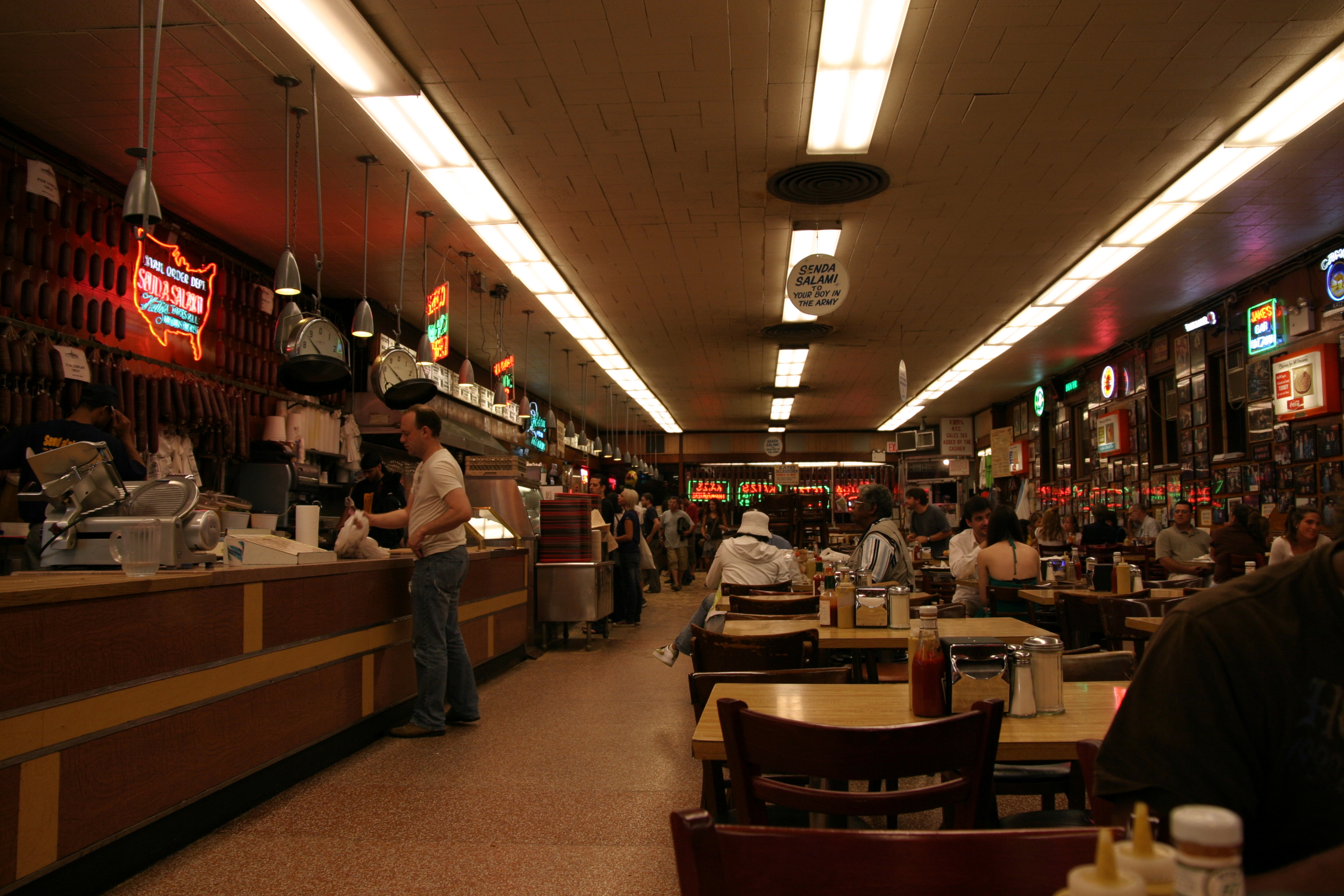
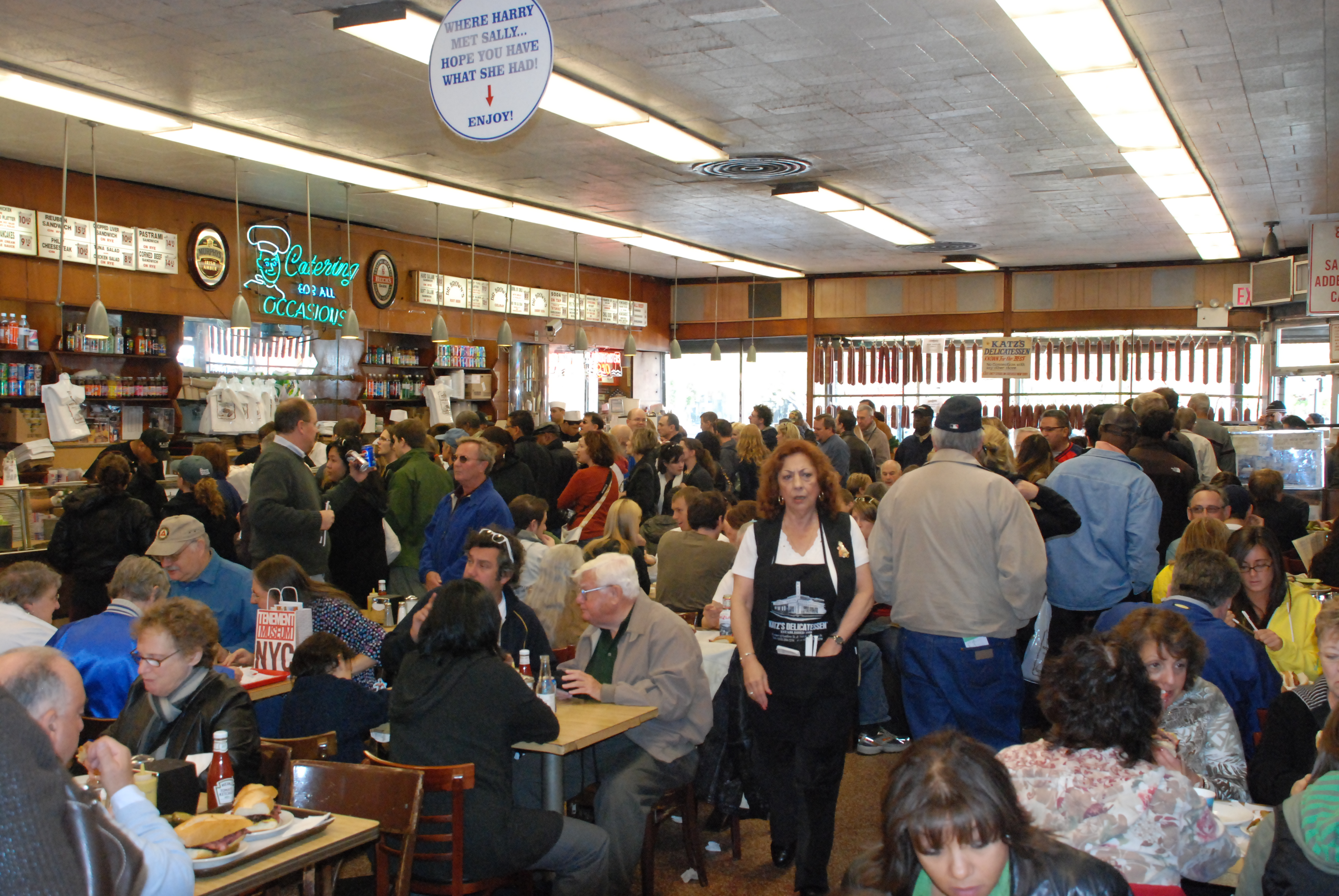
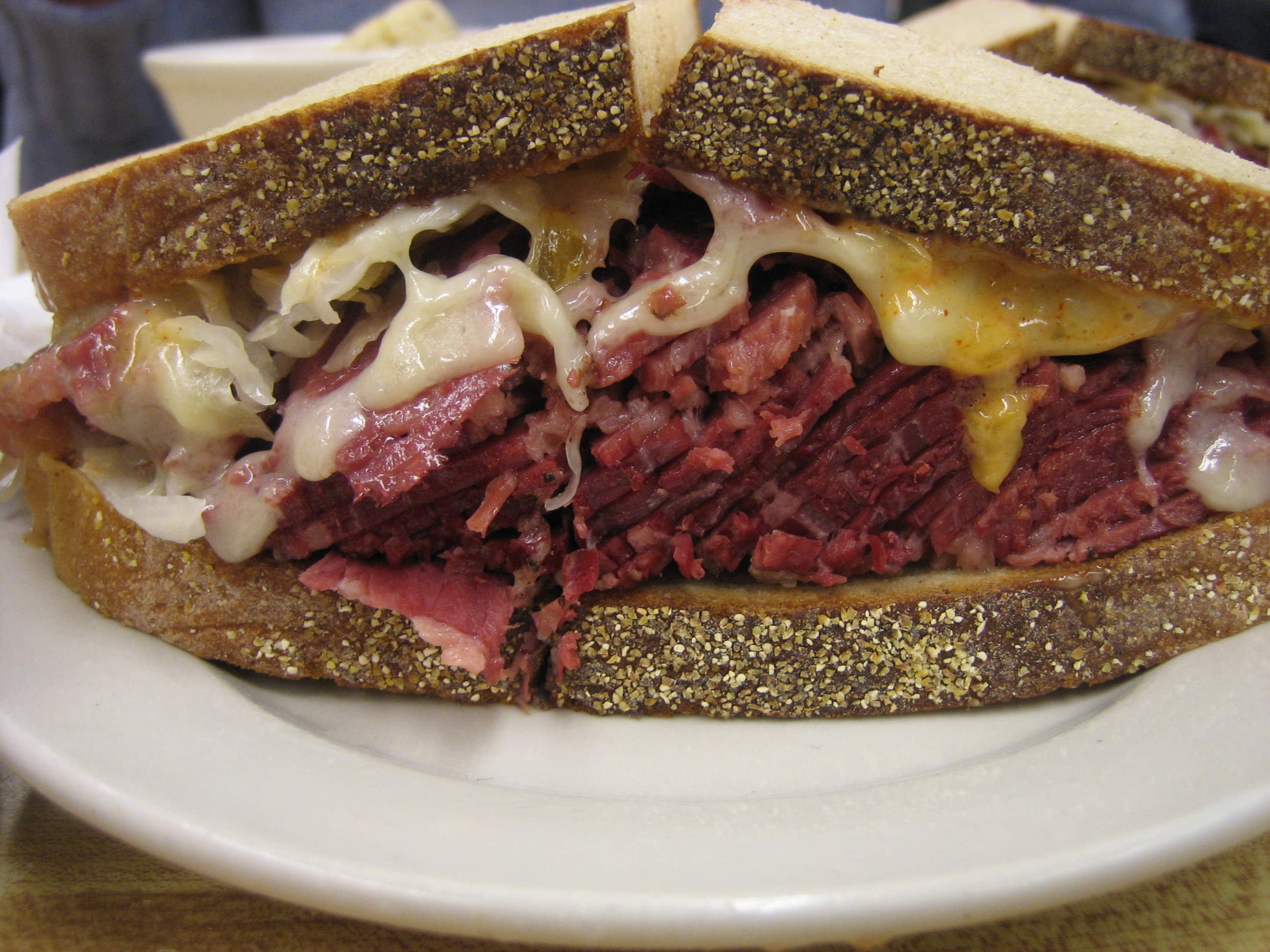

## 参照

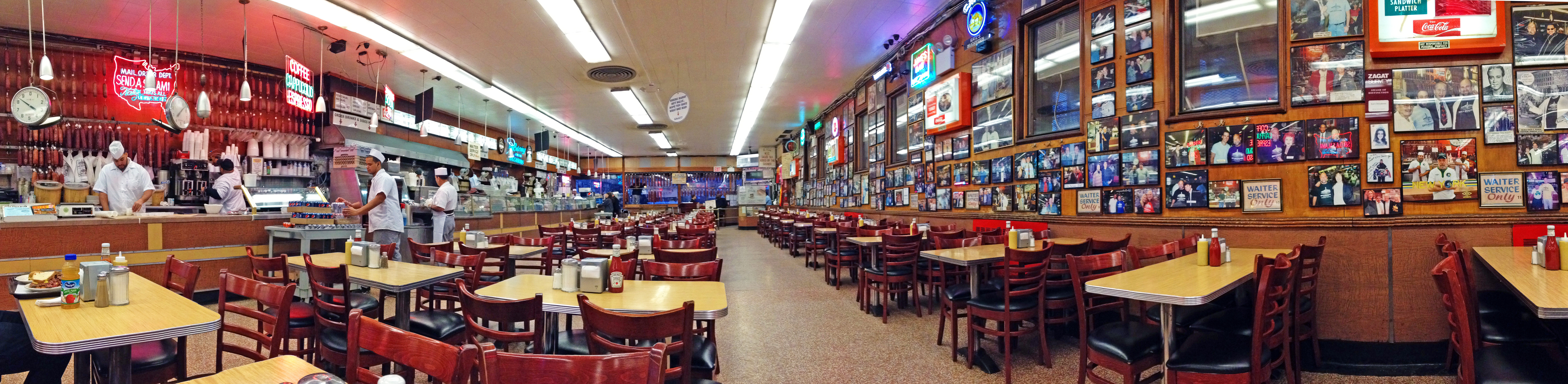
Early morning at Katz's, before the crowds

- 新鮮なお肉がたっぷりのパストラミ・サンドウィッチ
- アラフォー独女/たこ焼き女王ニューヨークへ行く